# Rasmus Damm
Rasmus Damm (* 18. September 1988) ist ein dänischer Radrennfahrer.
Rasmus Damm wurde 2004 in Aarhus Dritter bei der dänischen Juniorenmeisterschaft in der Mannschaftsverfolgung. Im nächsten Jahr belegte er in der Einerverfolgung den dritten Platz und im Scratch wurde er Zweiter. Außerdem belegte er in der Mannschaftsverfolgung der Eliteklasse den dritten Platz. 2006 wurde er nationaler Meister in der Mannschaftsverfolgung der Junioren.
In der Saison 2009 fuhr Damm auf der Straße für das dänische Continental Team Stenca Trading.

## Erfolge
2006
- Dänischer Meister – Mannschaftsverfolgung (Junioren) mit Jesper Mørkøv, Christian Ranneries und Kristian Sobota

## Teams
- 2009 Stenca Trading